# Syncolostemon incanus
Syncolostemon incanus là một loài thực vật có hoa trong họ Hoa môi. Loài này được (Codd) D.F.Otieno mô tả khoa học đầu tiên năm 2006.